# Prawdziwe historie
Prawdziwe historie – cykl filmów opartych na prawdziwych wydarzeniach. Filmy są produkowane dla telewizji TVN.
Dwa filmy z tego cyklu: Nad życie oraz Mój biegun zostały dopuszczone do dystrybucji kinowej.

## Filmy
1. Krzysztof – film opowiada o porwaniu i zamordowaniu Krzysztofa Olewnika (2001–2003). Dla potrzeb filmu nazwisko Olewnika zostało zmienione na Orłowicz.
2. Cisza – film opowiada o wypadku w Tatrach 28 stycznia 2003, podczas którego zginęła w lawinie grupa licealistów.
3. Laura – film opowiada o górniku Zbigniewie Nowaku, który podczas katastrofy górniczej w kopalni Halemba w 2006 przetrwał pod ziemią 111 godzin.
4. Bokser – film opowiada historię boksera Przemysława Salety.
5. Nad życie – film opowiada historię siatkarki Agaty Mróz, zmarłej w 2008.
6. Mój biegun – film opowiada historię Jana Meli, niepełnosprawnego zdobywcy obu biegunów Ziemi.